# Liwan (Kanton)

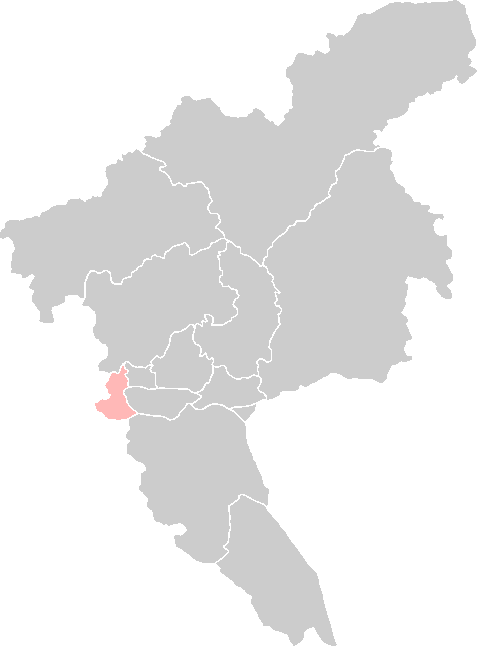
Położenie dzielnicy Liwan

Liwan (chiń. 荔湾区) – dzielnica Kantonu, w prowincji Guangdong, w Chińskiej Republice Ludowej. Powierzchnia dzielnicy wynosi 62,40 km² i jest zamieszkana przez 705 262 mieszkańców.